# Liste der Monuments historiques in Coulombiers (Vienne)
Die Liste der Monuments historiques in Coulombiers (Vienne) führt die Monuments historiques in der französischen Gemeinde Coulombiers auf.

## Liste der Objekte
| Bezeichnung                                       | Beschreibung                     | Standort                        | Kennzeichnung | Schutzstatus | Datum | Bild |
| ------------------------------------------------- | -------------------------------- | ------------------------------- | ------------- | ------------ | ----- | ---- |
| Rundscheibe: Christus zwischen den zwei Schächern | Bleiglasfenster, 16. Jahrhundert | in der Kirche Notre-Dame (Lage) | PM86000880    | Classé       | 2005  |      |
| Trommel                                           | Ende des 19. Jahrhunderts        | in der Mairie (Lage)            | PM86001521    | Inscrit      | 2014  |      |